# Теолипт I Константинополски
Теолипт I Константинополски (на гръцки: Θεόληπτος Α΄) e вселенски патриарх от средата на 1513 г. до декември 1522 г. по времето на султан Селим I и в началото на управлението на Сюлейман Великолепни. 

## Биография
Относно мястото на раждане на този вселенски патриарх има противоречие. Според едни данни той е родом от Епир, а според други – от Крит. Теолипт I е ръкоположен за митрополит на Яна от патриарх Пахомий I Константинополски. След смъртта на Пахомий, Теолипт се мести в Одрин.
През 1518 г. изпраща на мисия във Великото Московско княжество - Максим Грък.
Теолипт като вселенски патриарх преурежда църковната организация на Одринската митрополия, Самоската митрополия и във Влахия.